# Delegació General per a l'idioma francès i les llengües de França
La Delegació General per a l'idioma francès i les llengües de França (DGLFLF) és una unitat del Ministeri de Cultura de França. Té com a missió coordinar, a nivell interministerial, la política lingüística de França. També assessora el secretariat del Consell Superior de la Llengua Francesa.
Fou fundada l'any 1989 com a Delegació General de la llengua francesa (DGLF), i el 2001 es va convertir en Delegació General per a l'idioma francès i les llengües de França per a tenir en compte les llengües regionals. Ha succeït al comissari general de la llengua francesa (també conegut com a Alt Comissionat per a la llengua francesa), creat el 1984 per reemplaçar el Consell Superior de la Llengua Francesa, creat el 1964 pel general Charles de Gaulle.
La DGLF supervisa el compliment de la Llei de 4 d'agost de 1994, anomenada llei Toubon. Vetllarà, en particular, pel respecte del seu decret d'aplicació de 1996 relatiu a l'enriquiment de la llengua francesa i les seves disposicions sobre l'ús del llenguatge. Per això coordinarà amb la Comissió General de Terminologia i Neologismes, el desenvolupament de les llistes de terminologia per les comissions especialitzades de terminologia i l'Académie française. En concret, va participar en l'aplicació del diccionari terminològic FranceTerme, que està a disposició del gran públic a internet.

## Objectius
Els objectius de la DGLFLF corresponen a les prioritats de la política lingüística francesa i que es basen en l'article 2 de la constitució de França: "L'idioma de la República és el francès". Així, es presenta a la seva pàgina web dient:
| «                                                                   | De tots els vincles que uneixen els ciutadans, el vincle de l'idioma és el més fort, ja que alimenta el sentiment de pertinença a una comunitat. Com aquest vincle està en constant evolució a conseqüència de la globalització dels intercanvis i els avanços de la construcció europea, els poders públics han de portar a terme una política lingüística que garanteixi la preeminència del francès al territori nacional i al mateix temps participi a l'esforç de cohesió social i contribueixi a promocionar la diversitat cultural a Europa i a la resta del món. | » |
| — Delegació General per a l'idioma francès i les llengües de França | |   |

Per a portar-ho a terme es proposa els següents cinc objectius:
1. Garantir als ciutadans el "dret al francès": Els francesos tenen garantit per llei el dret a expressar-se i rebre informació en francès. La DGLFLF segueix i coordina interministerialment la llei del 4 d'agost de 1994 que tracta de l'aplicació de la política lingüística a França. Imposa l'ús del francès en "nombroses circumstàncies de la vida quotidiana" i ofereix el seu suport als dispositius d'interpretació que permetin expressar-se en francès a seminaris i altres grans trobades.[1]
2. La llengua francesa com a element de cohesió social: La DGLFLF recolza tota mena d'actuacions en benefici de l'ús de la llengua francesa. Així, per a ajudar els immigrants a integrar-se, ha participat en l'elaboració del Diploma d'Iniciació a la Llengua Francesa, DILF,[1] corresponent aproximadament al nivell A1.1[2] (el més senzill) del marc europeu comú de referència per a les llengües.[3]
3. Enriquir i modernitzar la llengua francesa: La DGLFLF coordina la feina de la Comissió General de Terminologia i Neologia, l'Acadèmia Francesa de la llengua, ministeris, comissions i altres actors que participen en l'elaboració de neologismes en francès (com per exemple, courriel; de courrier, correu, i electronique, electrònic) i també treballa difondre'ls al públic.[1]
4. Fomentar l'aprenentatge del francès als estrangers i de llengües estrangeres pels francesos: Això és, en paraules de la DGFLF, fomentar la diversitat lingüística. Concretament, l'aprenentatge de llengües per mitjà d'intercanvis d'estudis o lingüístics, la promoció de la traducció del i al francès pet mitjà de noves tecnologies, promoció de professions relacionades amb la traducció, etc.[1]
5. Promocionar les llengües minoritàries o regionals de França: La DGLFLF contribueix a promocionar creacions contemporànies, com el teatre o la cançó, expressades en "les llengües de França".[1]

## Les llengües de França segons la DGLFL
Per a la Delegació General per a l'idioma francès i les llengües de França, DGLFL, la llengua de França és el francès, que té una gran importància a la identitat nacional i cal imposar a la vida quotidiana, car tots els francesos tenen el dret de poder expressar-se en ella. A més, defineix com a "llengües de França" aquelles parlades tradicionalment per ciutadans francesos al territori nacional des de fa molt de temps i que no són llengua oficial a cap altre Estat, cosa que exclou el català, que és llengua oficial a Andorra. La DGLFL no enumera amb exactitud als seus objectius quines són les llengües franceses (no menciona directament el català, ni l'occità, ni el bretó, per exemple), sinó que posa com a exemples el flamenc, el basc, el cors, les llengües criolles, el tahitià, l'àrab dialectal, el romaní, l'amazic i l'ídix.
La DGLFL, a l'apartat «Les llengües de França» de la seva web oficial considera que n'hi ha «més de 75», comptant les que es troben a la França europea, les que es troben als territoris francesos d'altres continents i la llengua de signes per a sords.
- «Llengües de França» a la França europea: alsacià, basc, bretó, català, cors, flamenc occidental, fràncic mosel·là, francoprovençal, franc-comtès, való, xampanyès, picard, normand, gal·ló, peitaví-saintongès, lorenès, borgonyó-morvandià, occità, àrab dialectal, armeni occidental, amazic, judeocastellà, romaní i ídix.[4]
- «Llengües de França» a «ultramar»: llengües criolles (guadaloupè, güianès, martiniquès, saramaca, aluku, njuka, paramaca i crioll de la Reunió), galibi, wayana, palikur, arawak, wayampi, émerillon, hmong, nyelâyu, kumak, caac, yuaga, jawe, nemi, fwâi, pije, pwaamei, pwapwâ, llengua de Voh-Koné, cèmuhi, paicî, ajië, arhâ, arhö, ôrôwe, neku, sîchë, tîrî, xârâcùù, xaragurè, drubéa, numèè, nengone, drehu, iaai, fagauvea, tahitià, marquisià, llengua dels Tuamotu, llengua mangareviena, llengua de Raivavae, llengua de Rapa, llengua de Ruturu, wallisià, futinià, mahorais, malgaix de Mayotte i 28 llengües canaques de la Nova Caledònia.[4]